# Takuja Jamada
Takuja Jamada (japonsko 山田 卓也), japonski nogometaš, *24. avgust 1974.
Za japonsko reprezentanco je odigral štiri uradne tekme.